# Planner (linguaggio)
Planner (spesso citato come PLANNER sebbene non sia un acronimo) è un linguaggio di programmazione progettato da Carl Hewitt al MIT, e pubblicato per la prima volta nel 1969. Versioni limitate del linguaggio, quali Micro-Planner e Pico_planner, furono implementate prima dell'implementazione completa dell'intero linguaggio (effettuata in Popler). Linguaggi derivati da Planner, quali QA4, Conniver, QLISP ed Ether sono stati strumenti importanti di ricerca nell'intelligenza artificiale durante gli anni settanta.